# المديرية العامة للسلامة الساحلية (تركيا)
تم إنشاء المديرية العامة للسلامة الساحلية (DGCS ، التركية: Kıyı Emniyeti Genel Müdürlüğü) بموجب قرار مجلس وزراء الجمهورية التركية في 12 مايو 1997 كمديرية عامة ومؤسسة مملوكة للدولة. مهمة المؤسسة هي مساعدة وتحسين سلامة الملاحة في المياه التركية. الكفاءات الأساسية للمنظمة هي:
- البحث و الإنقاذ
- الإنقاذ والسحب
- خدمات مرور سفن المضيق التركية (TSVTS)
- مساعدات الملاحة (المنارات ، العوامات ، نظام تحديد المواقع التفاضلي ، جهاز تحديد اتجاه الراديو ، إلخ.)
- الاتصالات البحرية
- الاستجابة لانسكاب النفط البحري أثناء عمليات الإنقاذ أو في حالة الطوارئ.